# Semnopithecus hector
Semnopithecus hector är en primat i släktet hulmaner som förekommer vid Himalayas södra sluttningar. Den listades tidigare som underart till Semnopithecus entellus och godkänns nu oftast som självständig art.

## Utseende
Hannar är med en kroppslängd (huvud och bål) av 65 till 76 cm, en svanslängd av 92,5 till 98 cm och en vikt av 17,2 till 18 kg större än honor. Honor blir 58 till 69 cm långa (utan svans), svanslängden är 70 till 94 cm och vikten varierar mellan 11 och 15 kg. Pälsen på bålen har en orange till gulaktig färg med några ljusa gråbruna hår inblandade på ryggen, armarna och kring båda knän. Kring det nästan nakna svartaktiga ansiktet finns en krans av vitaktig päls. Även vid svansens spets förekommer vit päls.

## Utbredning
Utbredningsområdet sträcker sig över södra Nepal och angränsande regioner av Bhutan och norra Indien. Arten vistas i kulliga områden och låga bergstrakter mellan 150 och 1600 meter över havet. Habitatet utgörs bland annat av fuktiga skogar och mera torra skogar men Semnopithecus hector uppsöker även andra områden.

## Ekologi
Individerna är aktiva på dagen och går på marken eller klättrar i växtligheten. De äter huvudsakligen blad samt andra växtdelar. Flera vuxna hannar och honor samt deras ungar bildar en flock.
I mindre mått ingår insekter och deras söta avsöndringar i födan. Semnopithecus hector tuggar även jord och slickar på stenar för att få mineraler.
Inom flocken etableras en hierarki och när en ny hanne får övertaget i gruppen dödar den ibland den andra hannens ungar. Allmänt kan honor para sig vartannat år och dräktigheten varar i 196 till 234 dagar. Den nyfödda ungen diar sin mor 18 till 33 månader. Honor som blir könsmogna stannar i samma flock och hannar söker anslut till andra grupper.

## Status
Arten hotas av skogsavverkningar och ibland dör en individ när den av misstag rör en kraftledning. Beståndet minskar och IUCN listar Semnopithecus hector som nära hotad (NT).